# Neodymium-143
Neodymium-143 of 143Nd is een stabiele isotoop van neodymium, een lanthanide. Het is een van de vijf stabiele isotopen van het element, naast neodymium-142, -145, -146 en -148. Daarnaast komen ook twee langlevende radio-isotopen voor, namelijk neodymium-144 en -150. De abundantie op Aarde bedraagt 12,2%. 
Neodymium-143 ontstaat onder meer bij het radioactief verval van praseodymium-143, promethium-143 en samarium-147.
{\displaystyle {\ce {{^{143}_{59}Pr}->{^{143}_{60}Nd}+{e^{-}}+{\bar {\nu }}_{e}}}}
{\displaystyle {\ce {{^{143}_{61}Pm}->{^{143}_{60}Nd}+{e^{+}}+{\nu }_{e}}}}
{\displaystyle {\ce {{^{147}_{62}Sm}->{^{143}_{60}Nd}+\,_{2}^{4}\alpha }}}
Omdat praseodymium-143 en promethium-143 van nature niet op Aarde voorkomen kan worden aangenomen dat neodymium-143 op Aarde alleen ontstaan is door verval van samarium-147. Dit maakt het mogelijk met samarium-neodymiumdatering de ouderdom van gesteente vast te stellen.

## Radioactief verval
De isotoop wordt ervan verdacht via alfaverval te vervallen tot de radio-isotoop cerium-139. Neodymium-143 bezit echter een halfwaardetijd die vele malen groter is dan de leeftijd van het universum en dus kan de isotoop de facto als stabiel beschouwd worden.
{\displaystyle {\ce {{^{143}_{60}Nd}->{^{139}_{58}Ce}+\,_{2}^{4}\alpha }}}
124Nd · 125Nd · 126Nd · 127Nd · 128Nd · 129Nd · 130Nd · 131Nd · 132Nd · 133Nd · 133m1Nd · 133m2Nd · 134Nd · 134mNd · 135Nd · 135mNd · 136Nd · 137Nd · 137mNd · 138Nd · 138mNd · 139Nd · 139m1Nd · 139m2Nd · 140Nd · 140mNd · 141Nd · 141mNd · 142Nd · 143Nd · 144Nd · 145Nd · 146Nd · 147Nd · 148Nd · 149Nd · 150Nd · 151Nd · 152Nd · 153Nd · 154Nd · 154m1Nd · 154m2Nd · 155Nd · 156Nd · 156mNd · 157Nd · 158Nd · 159Nd · 160Nd · 161Nd · 162Nd